# 達爾契丹
達爾契丹（Dai Khitai），是阿富汗哈扎拉族一個部落，他們也是哈扎拉族八個主要部落其中之一。
他們通常與另一楚潘部落生活在一起，形成較大的烏魯茲根尼哈扎拉部落。契丹之所以成為哈扎拉族一個部落，因遼末女真人進攻遼國，一部分契丹人隨耶律大石西遷中亞成立西遼，後為蒙古所滅，契丹人流散至中亞各民族中。